# Jacksonville Tea Men
Jacksonville Tea Men war ein Profifußballverein in Jacksonville, Florida, der sowohl Outdoor- als auch Indoor-Fußball praktizierte. Er wurde 1980 als Nachfolgeverein der 1978 in Foxborough, Massachusetts, gegründeten New England Tea Men etabliert.

## Geschichte

### Teilnahme an der NASL (1981–1982)
Nachdem die Lipton Tea Company aufgrund des Zuschauerrückgangs in Massachusetts ihres in der NASL spielenden Vereins die positive Erwartungshaltung der Behörden in Jacksonville vernommen hatte, die angeblich davon überzeugt waren, rund 14.000 Dauerkarten absetzen zu können, wurde der Umzug nach Florida vollzogen. Die Realität sah allerdings anders aus und der Verein erzielte in seiner ersten Saison 1981 am neuen Standort einen Schnitt von nicht einmal 4.500. 
Nach der Outdoor-Saison 1981 vermeldete Lipton einen Verlust von sieben Millionen Dollar, die der Verein seit seiner Gründung Anfang 1978 verursacht hatte. Dennoch investierte Lipton noch einmal 150.000 Dollar, um eine Teilnahme an der Indoor-Wintersaison 1981/82 zu ermöglichen. Dort durfte die Mannschaft sich über einen Schnitt von 6.375 Zuschauern freuen, die pro Heimspiel ins Jacksonville Coliseum strömten. 
Nachdem die anschließende Outdoor-Saison 1982 erneut zum Fiasko geraten war (die Mannschaft landete auf dem letzten Platz und entsprechend fiel das Zuschauerinteresse aus), hatte Lipton das Interesse am Verein endgültig verloren, der nicht einmal fünf Jahre nach seiner Gründung vor dem Aus stand.

### Die beiden letzten Jahre (1983–1984)
Anfang 1983 übernahm der in Jacksonville ansässige Geschäftsmann Ingo Krieg den Verein und meldete ihn in der „zweitklassigen“ ASL an. Der Vereinsname wurde beibehalten, obwohl durch den Rückzug von Lipton jeglicher Bezug zum Teehandel verloren gegangen war. 
Am Ende der Saison 1983 gewannen die Jacksonville Tea Men die Meisterschaft der ASL und durften 1984 am CONCACAF Champions‘ Cup teilnehmen. Dort hätte die Mannschaft gegen den mexikanischen Topverein Chivas Guadalajara spielen dürfen, wenn der Verein sich nicht vorher aus dem Turnier zurückgezogen hätte, in dem er kein einziges Spiel absolvierte.
Auch auf nationaler Ebene lief es nicht besser. Nachdem Krieg seine Mannschaft Ende 1983 aus der ASL zurückgezogen hatte und maßgeblich an der Gründung der USL beteiligt gewesen war, erlebte die Mannschaft einen weiteren sportlichen Reinfall und qualifizierte sich nicht einmal für die Play-offs. Nach der enttäuschenden Saison 1984 hatte auch Krieg sein Interesse am Verein verloren und löste ihn auf.